# بوتائی
بوتائی (به قزاقی: Botai) یک منطقهٔ مسکونی در قزاقستان است که در شهرستان ایرتاو واقع شده‌است. بوتائی ۸۴ نفر جمعیت دارد.